# Ferdinand Grandi
Ferdinand Grandi est un cuisinier, écrivain et poète qui fut chef de cuisine du prince Demidoff et du marquis de Monteynard. Il écrit en français et en italien, en prose et en vers, il dessine ses préparations.

## Biographie
George Ferdinand - aussi Ferdinando - Grandi est né à Florence en 1828, où il fait son apprentissage chef le chef Dupré. A 20 ans il entre au service d'Anatoli Nicolavaievich Demidov (1813-1870) à qui il dédie de nombreux plats et dédicace Les nouveautés de la gastronomie princière. Il passera ensuite dans diverses maisons aristocratiques dont celle du Marquis de Monteynard pour qui il invente les Œufs à la Monteynard. Il écrit 6 livres culinaires et des poésies sur la cuisine en français et en italien, crée de nombreuses recettes dont le Potage à la Guillaume Tell.
Il était membre de l'Académie de Cuisine créée en 1883. Il décède le 27 mai 1906.

### A la Démidoff
Gandri donne de nombreux plats à la Démidoff: Dans Les nouveautés gastronomiques: Le potage à la Démidoff (Bouillon de poulet, jambon, truffes, champignons, anchois), les ortolans à la Paul Démidoff (ortolans cuits dans un consommé avec des grosses truffes cuites au vin de Madère), les gâteaux à la Démidoff (successivement pâte génoise détrempée dans le marasquin; compote de pêches et macarons écrasés, couverture de crème à la fleur d'oranger), les soles à la Démidoff, le faisan à la Démidoff, la pièce montée à la Démidoff, la tortue à la Démidoff, le pâté de perdreaux à la Démidoff, la blanquette de volaille à la Démidoff.

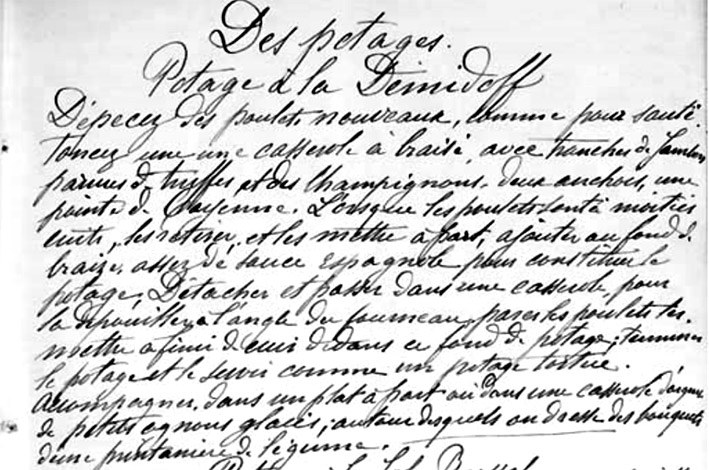
Recette autographe du Potage à la Démidoff (Christies 2006) telle qu'elle sera publiée en 1866 dans Les Nouveautés de la Gastronomie princière.

A la Démidoff est resté pour les consommés de volatils servis avec des truffes - poulet, poularde chez Escoffier, Omelette à la Démidoff (pomme de terres et truffes), toutefois le poulet Démidoff de Joseph Favre n'a pas de truffe, ni celui d'A. Colombé, ni l'esturgeon d'Urbain Dubois, ni le turban d'œufs à la Démidoff qu'il donne dans les 250 recettes d'œufs.

### Poésie culinaire
Les recettes culinaires rimées remontent pour les plus connues au Festin joyeux, ou La Cuisine en musique, en vers libres (1738) de Jean Lebas, ouvrage largement oublié avant les réimpressions actuelles (2022). En 1863, on publiait un Menu rimé. Mais les recettes rimées parfaitement techniques datent de Grandi et d'Achille Ozanne avec son Homard à l'Américaine, sa Sauce mayonnaise, ses Cannetons aux petits pois. Celles de Grandi sont détaillées et professionnelles comme son Chaud-froid de filets de canards ou ses sauces qui paraissent dans la revue de la Société des cuisiniers français (1895). Elles ont une postérité avec Maurice des Ombiaux, puis dans les années 1920 Le Lapin au feu d'enfer du chef B. Alcover (Lisieux), Les rillettes de Touraine de Ch. Alamagnie.
Sauce Lucullus
Dans une casserole, au feu versez, 
Un verre d’excellent Chablis, et c’est assez.
De moitié faites-le réduire ;
Et, pour qu’on n’en puisse médire,
Ajoutez-y du velouté,
Dont sagement vous réduisez la quantité.
Passez après à l’étamine,
Et bien propre et bien fine,
Ajoutant délicatement
Une julienne faite gentiment
De langue
Exsangue,
De truffes et de champignons
Découpés en filets mignons.
Vous rendrez votre sauce ainsi parfaite,

### Recettes d'œufs
Après Alfred Suzanne en 1890 (120 manières d'accommoder les œufs), de 1893 à 1904 il augmente sa monographie à succès sur les œufs jusqu'à 350 recettes. A. Bautte va jusqu'à 1000 recettes en 1906.

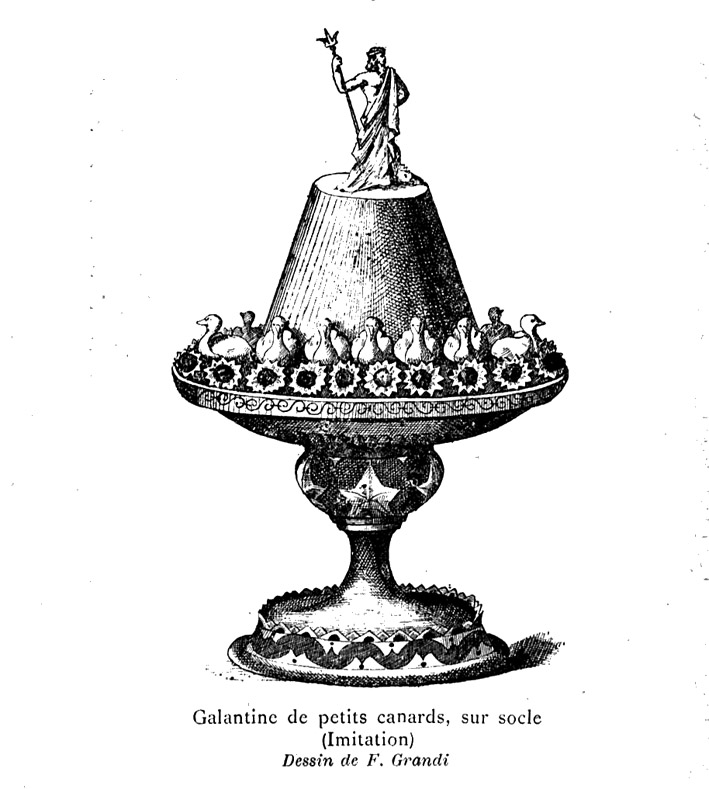
Galantine de petits canards sur socle, comme Carème Grandi dessine la présentation de ses plats

## Publications
- Les nouveautés de la gastronomie princière. Paris, Audot, 212 p. 1866[27], Réed. Hachette Livre Bnf, 2013.

- Ferdinando Grandi. Il Cuciniere economico o l’arte di far la buona cucina. Firenze, Tipografia dell’Associazione, 294 p. 1870. Recueil de recettes italiennes.
- Alexandre Dumas. Grand dictionnaire de cuisine. Paris, Alphonse Lemerre[28]

- Ferdinando Grandi. Rime del cuoco. Firenze, Bocca, 128 p. 1881.
- Cuisine italienne, ou cent recettes choisies à l’usage des amateurs et des cuisiniers. Paris, Audot, 99 P. 1891. Réed. Lacour-Ollé, 1993.
- Célestin Motton, Ferdinand Grandi, Louis-Eustache Audot. Supplément à la Cuisinière de la campagne et de la ville. Service de table à la française et à la russe. Art de Plier les Serviettes. Paris, Audot, Lebroc et Cie. 228 p. 1892[29]. Réed.
- 130 recettes pour apprêter les œufs. Paris Librairie artistique, 91 p. 1893.
- Antoine Scheibenbogen - Grandi préfacier, Cuisine et pâtisserie autro-hongroise avec un aperçu de la boulangerie viennoise et française. Paris, éd. chez l'auteur, 140 p. 1896, Réed. Hachette Livre Bnf, 2019.
- L'Art culinaire. Paris, Société des cuisiniers français. 1895.Contient diverses recettes de Grandi en prose et  le chaud-froid de filets de canards, la sauce Lucullus, la sauce génoise et Le réveillon rimés de Grandi.
- 250 manières pour apprêter les œufs : suivies de quelques recettes inédites de cuisine Paris P. Lacam. réed. 1898 [préface par P. Lacam][30]. Réed. Menu Fretin 2021.
- F. Grandi dans Achille Ozanne. A la Mémoire d'Achille Ozanne (15 aout 1896, p. IX) Poésies gourmandes : recettes culinaires en vers. Paris. Lacam. 139 p. 1900[31].
- Préface par Fulbert Dumonteil. Les 700 potages, ou l'Art de préparer les soupes, consommés, bisques, purées, garbures, semoules, légumes, farineux, potages de toutes sortes et de tous les pays, suivi de cent recettes des relevés de cuisine. Paris P. Lacam, 306 p. 1902. (non encore numérisé - 2024)
- 350 manières pour apprêter les œufs, suivi de 50 recettes de farinages : macaronis, niokis, raviolis. Paris P. Lacam, 224 p. 1904.
- Bertrand Guégan (1892-1943). La cuisine moderne (1800-1921); Paris, Editions de la Sirène. 1921[32]

- Pierre Lacam et P. Seurre (Grandi préfacier). Le mémorial des glaces et entremets de cuisine et pâtisserie faisant suite au mémorial de la pâtisserie renfermant 3.000 recettes, glaces, boissons, entremets, petits-fours, gaufres, confitures, gaufrettes, conserves de fruits, de jus, purées, pains d'épices, biscuiterie, pâtisserie de fabrique. Paris, Chez l'Auteur, 912 p. 1922[33].

- Henri Pigaillem. L'histoire à la casserole : dictionnaire historique de la gastronomie. Paris, Gallimard. 2015[35]

## Anthologie
- Ferdinand Grandi. Le Réveillon dans L'Art culinaire. Paris, Société des cuisiniers français. 1896[22].

« Vous n'y découvrirez ni boudins ni marrons,
Mais en un vaste plat des huîtres vertes,
Qu'à vous plaire attentifs nous vous présenterons,
Avec de bon vin blanc, fraîches ouvertes.
Aux huîtres vous verrez succéder le jambon
Venu d'York, entouré de gelée
D'excellent goût, faite sans colle de poisson,
De longue main savamment préparée.
A ce mets nous ajouterons un dindonneau
Dodu, plein de truffes périgourdines,
Qui, bien rôti, flanqué de maint et maint perdreau
Satisfera les bouches les plus fines.
A vous, Mesdames, ornement de ce souper,
Nous donnerons de friandes brioches,
Dont à votre aise, avant d'aller vous reposer,
Vous emplirez avidement vos poches.
C'est qu'au logis, en arrivant, vous trouverez
Un chœur de petites bouches gourmandes
Dont, nous le savons bien, avant tout vous devrez
Par des gâteaux accueillir les demandes. »